# Gai Juli Salvi
Gai Juli Salvi (en llatí Caius Julius Salvius) va ser un artista romà d'època desconeguda.
El seu nom apareix en una inscripció llatina de Florència que indica que era structor parietum, i s'ha suposat que vol dir que és la persona que decora les parets amb mosaics, però tampoc es pot afirmar si aquesta era la seva activitat realment, ja que el nom de l'ofici és desconegut.